# Chiesa di Nostra Signora del Carmelo (Dorgali)
La chiesa di Nostra Signora del Carmelo, o Madonna del Carmine, è un edificio religioso situato a Dorgali, nella Sardegna centro-orientale. La chiesa è ubicata sull'omonimo colle da dove domina il centro abitato
Consacrata al culto cattolico, fa parte della parrocchia di Santa Caterina d'Alessandria, diocesi di Nuoro.